# Beauzac
Beauzac is een gemeente in het Franse departement Haute-Loire (regio Auvergne-Rhône-Alpes). De plaats maakt deel uit van het arrondissement Yssingeaux. Beauzac telde op 1 januari 2022 2.964 inwoners.

## Geografie
De oppervlakte van Beauzac bedroeg op 1 januari 2022 36,33 vierkante kilometer; de bevolkingsdichtheid was toen 81,6 inwoners per km².

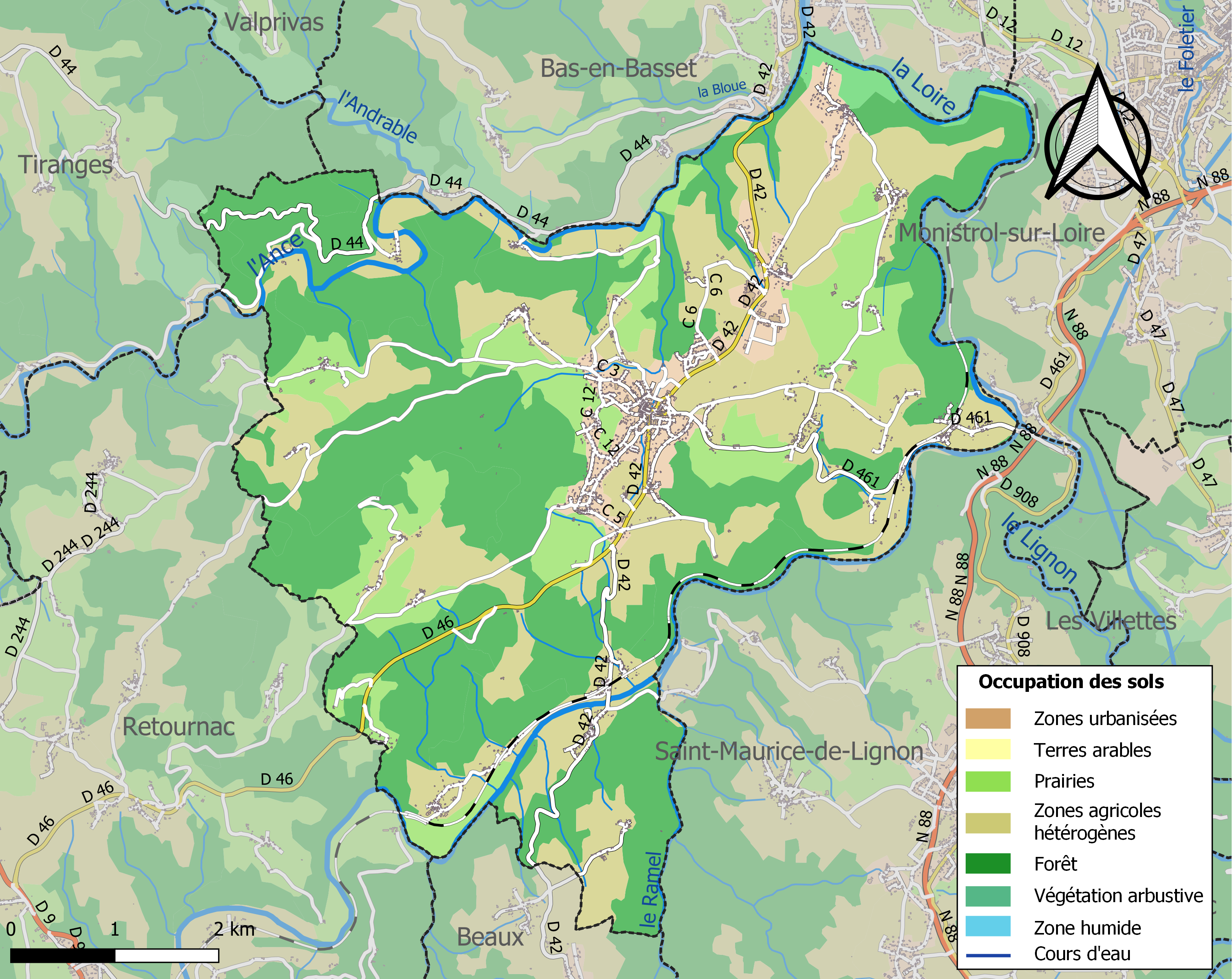
Kaart van de gemeente met de belangrijkste infrastructuur, bodemgebruik en omliggende gemeenten

## Demografie
Onderstaande figuur toont het verloop van het inwonertal (bron: INSEE-tellingen).